# Diaphorus triangulatus
Diaphorus triangulatus är en tvåvingeart som beskrevs av Van Duzee 1915. Diaphorus triangulatus ingår i släktet Diaphorus och familjen styltflugor.
Artens utbredningsområde är Utah. Inga underarter finns listade i Catalogue of Life.